# Reinhold Messner
Reinhold Andreas Messner (født 17. september 1944 i Sydtyrol) er en italiensk bjergbestiger og eventyrer, der tilhører gruppen af de allerstørste bjergbestigere.
Messner er født midt i et bjergområde, Brixen-Bressanone, voksede op i Dolomitterne og han begyndte at klatre allerede som 4-årig. 
Messner var den første der besteg Mount Everest solo og uden ekstra ilt og han var også den første der besteg alle otte-tusinder, det vil sige alle 14 bjerge på over 8000 meter.